# Paderno d’Adda
Paderno d’Adda (lombardul: Padernu) település Olaszországban, Lombardia régióban, Lecco megyében. Lakosainak száma 3834 fő (2023. január 1.). Paderno d’Adda Calusco d’Adda, Robbiate, Cornate d’Adda, Medolago és Verderio községekkel határos.

## Népesség
A település lakossága az elmúlt években az alábbi módon változott:
| Lakosok száma | 3880 | 3855 | 3834 |
|               | 2017 | 2018 | 2023 |